# Renato Sanches
Renato Júnior Luz Sanches (* 18. August 1997 in Amadora) ist ein portugiesischer Fußballspieler. Er wurde bei Benfica Lissabon ausgebildet und spielte beim FC Bayern München, mit dem er unter anderem zweimal den nationalen Meistertitel holte. Seit August 2024 spielt er auf Leihbasis erneut für Benfica Lissabon. Er gilt als dynamischer und zweikampfstarker Mittelfeldspieler mit hoher Passgenauigkeit und guter Schusstechnik. Der Mittelfeldspieler gewann im Juli 2016 mit der portugiesischen Nationalmannschaft die Europameisterschaft in Frankreich.

## Karriere

### Kindheit und Jugend
Als Kind einer armen saotomensisch-kapverdischen Einwandererfamilie, dessen Eltern sich trennten, als er fünf Monate alt war, wurde Renato Sanches in der Stadt Amadora im Großraum Lissabon geboren. Er wuchs im Problemviertel Musgueira (heute Teil der Freguesia Lumiar im Nordwesten Lissabons) auf, in dem viele afrikanische Einwanderer leben. Seine Geburt wurde von seiner kapverdischen Mutter, Maria das Dores, erst nach fünf Jahren offizialisiert, als sie ihn taufen ließ, und weil sein Vater, auch Renato Sanches mit Namen, inzwischen nach Frankreich ausgewandert war und erst 2002 nach Portugal zurückkehrte. Seitdem gab es in Portugal Zweifel an Renatos tatsächlichem Alter, aber nachdem Verantwortliche von Benfica einen Knochen- und Gebisstest hatten durchführen lassen, der sein Alter bestätigte, verstummten diese. Sanches ist am 22. August 2002 am Conservatória do Registo Civil de Amadora registriert worden, das seine Geburt am 18. August 1997 um 15:25 Uhr mit 2,560 Kilogramm im Krankenhaus von Amadora-Sintra bestätigt.
Im Viertel schon früh als Schlitzohr (portugiesisch: coração malandro = Trickser, Schlingel mit Herz) bekannt, wird er auch Bulo da Musgueira genannt. Er begann im Alter von fünf Jahren bei den Águias da Musgueira mit dem Fußballspielen. Schon als Achtjähriger trug er Dreadlocks, und die örtliche Presse nannte ihn den „Edgar Davids von Musgueira“.

### Benfica Lissabon

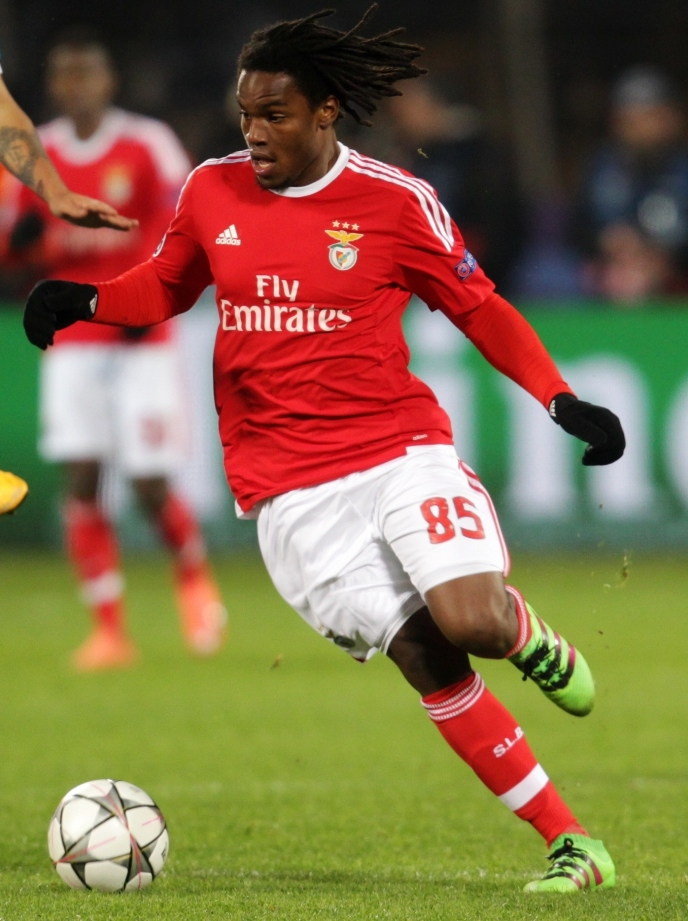
Sanches bei Benfica Lissabon (2016)

2008 schloss er sich der Jugendabteilung von Benfica Lissabon an und durchlief alle Jugendteams des Klubs. Seinen ersten Einsatz hatte er am 5. Oktober 2014, als er in der zweiten Halbzeit beim Spiel gegen den CD Feirense zum Einsatz kam. Nach einem Jahr in der Reservemannschaft wurde Sanches in die erste Mannschaft berufen, zunächst nur zu den Trainingseinheiten. Am 30. Oktober 2015 gab er im Alter von 18 Jahren sein Debüt in der ersten Mannschaft; er wurde in der Nachspielzeit bei einem 4:0-Sieg gegen CD Tondela eingewechselt. Am 4. Dezember 2015 erzielte in einem Spiel gegen Académica de Coimbra sein erstes Tor für die erste Mannschaft von SL Benfica und wurde damit zum jüngsten Torschützen des Clubs im 21. Jahrhundert im Estádio da Luz. Sanches unterzeichnete am 21. August 2015, drei Tage nach Vollendung seines 18. Lebensjahres, einen Vertrag mit SL Benfica, der bis 2021 Gültigkeit hatte und eine Klausel zur Vertragsauflösung gegen eine Ablöse von 45 Millionen Euro beinhaltete, die wenig später auf 80 Millionen Euro erhöht wurde. Am 25. November 2015 hatte er seinen ersten Auftritt in der UEFA Champions League beim 2:2 im Spiel gegen FK Astana.

### FC Bayern München

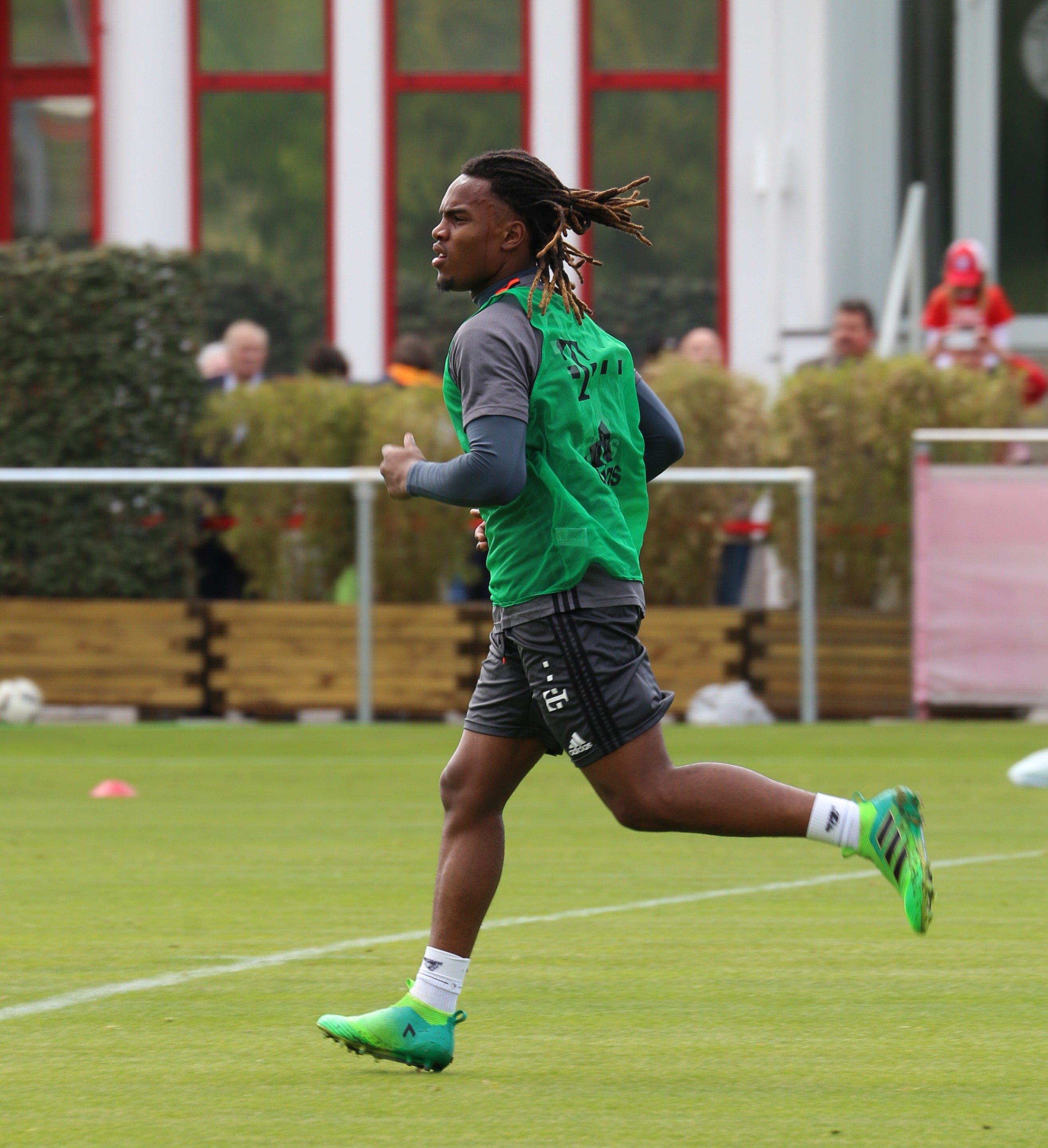
Training beim FC Bayern München im Mai 2017

Zur Saison 2016/17 wechselte Sanches zum FC Bayern München. Der Mittelfeldspieler wurde vom FC Bayern bereits länger beobachtet, die Entscheidung zur Verpflichtung seitens der Vereinsführung fiel nach dem Viertelfinale der Champions League 2015/16, als Bayern München auf Benfica Lissabon traf, wo der Portugiese noch unter Vertrag stand. Dabei zeigte Sanches eine starke Leistung. Beim FC Bayern unterschrieb er schließlich einen Fünfjahresvertrag. Die Ablösesumme betrug 35 Millionen Euro und konnte sich durch Bonuszahlungen um bis zu 45 Millionen Euro auf 80 Millionen Euro erhöhen. Sein Pflichtspieldebüt gab er am 9. September 2016 beim 2:0-Sieg im Bundesligaauswärtsspiel gegen den FC Schalke 04. Am 13. September 2016 folgte beim 5:0-Heimsieg gegen FK Rostow sein Debüt für die Münchner in der Champions League, nachdem er für Thiago eingewechselt wurde. In seiner ersten Saison gewann er mit Bayern die deutsche Meisterschaft.

### Swansea City
Um mehr Spielpraxis zu sammeln, wurde Sanches für die Saison 2017/18 an den walisischen Premier-League-Club Swansea City ausgeliehen. Die Leihgebühr betrug Presseberichten zufolge 8,5 Millionen Euro. Sein Debüt gab er am 10. September 2017 im Rahmen einer 0:1-Heimniederlage gegen Newcastle United.

### Rückkehr nach München
Zur Saison 2018/19 kehrte Sanches zum fortan von Niko Kovač trainierten FC Bayern München zurück. Nachdem er zunächst nur in den Vorbereitungsspielen und beim Abschiedsspiel von Bastian Schweinsteiger zum Einsatz gekommen war, spielte er beim ersten Gruppenspiel der Champions League in Lissabon gegen seinen Ex-Verein Benfica über die gesamte Spielzeit und traf mit seinem ersten Pflichtspiel-Tor für den FC Bayern zum 2:0-Endstand. Besonders positive Resonanz in den Medien erhielten die Fans von Benfica, welche nach dem Tor ihres ehemaligen Spielers aufstanden und klatschten. Sein erstes Bundesligator erzielte er am 18. Mai 2019 (34. Spieltag) beim 5:1-Sieg im Heimspiel über Eintracht Frankfurt mit dem Treffer zum 3:1 in der 58. Minute. Wie schon zu Beginn seines Engagements hatte der Spieler aber auch in der Folge immer wieder mit Leistungsschwankungen und daraus resultierenden Nichtberücksichtigungen zu kämpfen.

### OSC Lille
Nach drei wettbewerbsübergeifenden Einsätzen für die Münchner in der Saison 2019/20 wechselte Sanches Ende August 2019 zum OSC Lille. Beim amtierenden Vizemeister der französischen Ligue 1 erhielt der Portugiese einen Vierjahresvertrag. 2021 gewann er mit Lille die französische Meisterschaft.

### Paris Saint-Germain
Anfang August 2022 wechselte Sanches innerhalb der Ligue 1 zu Paris Saint-Germain. Sein Vertrag läuft bis 2027.
Am 13. August 2022 gab er beim 5:2-Heimsieg gegen HSC Montpellier sein Debüt, als er eingewechselt wurde und dabei auch sein erstes Tor für Paris erzielte.

### AS Rom
Zur Saison 2023/24 wurde er vom italienischen Erstligisten AS Rom für ein Jahr auf Leihbasis verpflichtet. Aufgrund von mehreren Verletzungen kam er nur zu wenigen Einsätzen und damit griff eine vereinbarte Kaufpflicht nicht. 

### Rückkehr zu Benfica Lissabon
Im August 2024 verpflichtete Paris St. Germain João Neves von Benfica Lissabon. Im Gegenzug dafür kehrt Sanches zur Saison 2024/25 für ein Jahr auf Leihbasis mit anschließender Kaufoption zu seinem Heimatverein in die portugiesische Primeira Liga zurück.

### Nationalmannschaft

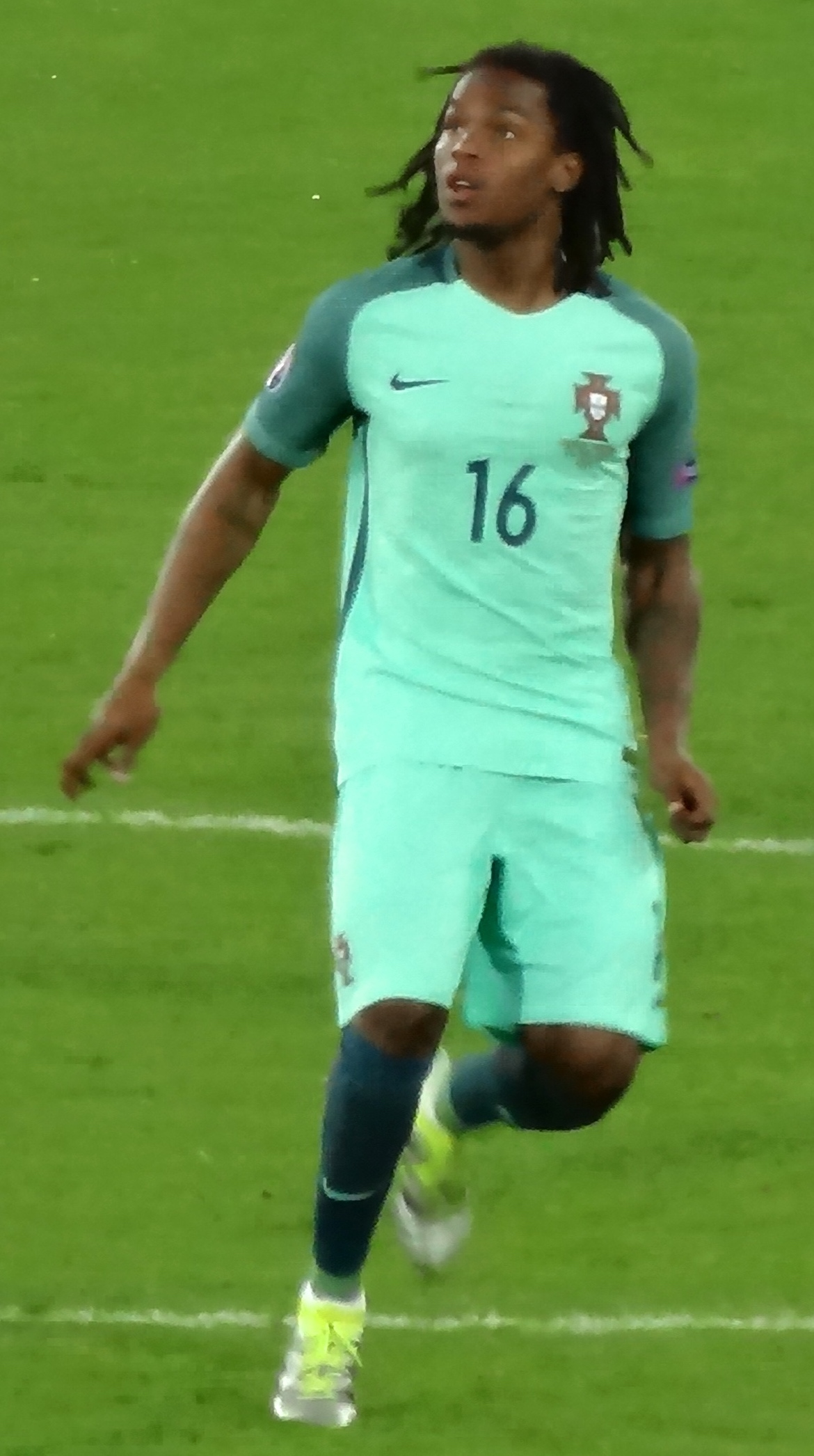
Sanches im portugiesischen Nationaltrikot bei der EM 2016

Renato Sanches durchlief alle portugiesischen Junioren-Nationalmannschaften. Am 25. März 2016 debütierte er für die A-Nationalmannschaft, die in Leiria mit 0:1 Bulgarien unterlag.
Sanches nahm mit der Nationalmannschaft an der vom 10. Juni bis 10. Juli 2016 in Frankreich ausgetragenen Europameisterschaft teil und kam im ersten und dritten Gruppenspiel sowie im Achtelfinale zum Einsatz. Gegen die kroatische Auswahl wurde er von der UEFA als Spieler der Partie ausgezeichnet. Im Viertelfinale, das im Elfmeterschießen mit 5:3 gegen Polen gewonnen wurde, erzielte er mit dem Treffer zum 1:1 sein erstes A-Länderspieltor. Im Halbfinale und Finale kam er zu weiteren Startelfeinsätzen, wobei er in beiden Spielen vorzeitig ausgewechselt wurde. Letztendlich setzte sich sein Team im Finale gegen Frankreich durch und wurde zum ersten Mal Europameister. Sanches wurde mit 18 Jahren und 328 Tagen zum jüngsten Fußball-Europameister und wurde bei seinem ersten großen Turnier vor dem Franzosen Kingsley Coman und seinem Teamkollegen Raphaël Guerreiro zum besten Nachwuchsspieler gewählt.
Bei der Europameisterschaft 2021 gehörte er dem EM-Kader an; mit seiner Mannschaft schied er im Achtelfinale mit 0:1 gegen Belgien aus dem Turnier aus. Für die EM 2024 wurde er von Roberto Martínez nicht berücksichtigt.

## Erfolge

### Nationalmannschaft
- Europameister: 2016
- UEFA-Nations-League-Sieger: 2019

### Vereine
Portugal
- Portugiesischer Meister: 2016
- Portugiesischer Ligapokal-Sieger: 2016

Deutschland
- Deutscher Meister: 2017, 2019
- DFB-Pokal-Sieger: 2019
- Deutscher Supercup-Sieger: 2016, 2017, 2018

Frankreich
- Französischer Meister: 2021, 2023

## Auszeichnungen
- Golden-Boy-Award als bester U21-Spieler Europas: 2016
- Bester junger Spieler der Europameisterschaft 2016[31]
- Bester junger Spieler Portugals 2016[32]